# 빠따니 말레이어
빠따니 말레이어는 태국 남부의 빠따니에 사는 말레이계 무슬림을 중심으로 사용되고 있는 언어로, 말레이어의 방언이다. 지리적인 관계로부터 태국어로부터의 차용어휘도 약간 포함하지만, 사용자의 대부분이 태국 정부에게 매우 혐오를 보여주고 있기 때문에 태국어와의 접점이 적고, 기본적으로는 말레이 본래의 어휘가 대부분을 차지한다. 문자는 다른 말레이어방언에서는 현재 일반적으로 사용되지 않았던 자위 문자를 사용한다. 태국 관련 미디어에서는 야위어(태국어: ภาษายาวี)라고도 말한다.
인접하는 말레이시아의 클란탄주와는 이전의 이슬람 국가 빠따니 왕국으로서의 강한 역사・문화적 아이덴티티를 공유하고 있으며, 클란탄 주는 독특한 방언(클란탄 방어, 바하사 클라테)을 말하지만, 이 클라테(말레이어: Bahasa Kelate)가 빠따니 말레이어와 거의 동일어휘를 가지기 때문에 서로 의사소통가능하다. 어휘는 일반적인 말레이어의 규칙적인 어미변화(an가 e로) 외에, 독자 어휘를 다수 가지며 어휘 전체에 말레이어와 마찬가지로 아랍어가 기원의 것이 많다.

## 같이 보기
- 남부 태국어
- 말레이어
- 인도네시아어
- 자위 문자
- 오스트로네시아어